# Полотай Микола Сидорович
Мико́ла Си́дорович Полота́й (рос. Николай Исидорович Полотай; 31 грудня 1909, Севастополь — лютий 1987) — український поет. Член Спілки письменників України (1957).

## Біографія
Народився в сім'ї робітника. Трудове життя почав із 17 років: був грабарем, вантажником, слюсарем, шофером. Навчався в українській школі імені Тараса Шевченка, Севастопольському промислово-економічному технікумі. У 1933–1937 роках — співробітник газети «Крымский комсомолец». 16 березня 1937 року заарештований та звинувачений в участі у «антирадянській право-троцькистській організації». 2 листопада 1938 року засуджений до 10 років позбавлення волі з конфіскацією майна. У 1956 році виправданий.
У 1947–1955 роках — у Кутаїсі контролер, майстер, начальник лабораторії заводу «Гірник». 1955 року повернувся у Крим.

## Твори
Збірка віршів «Конкретные предложения» (1933). Від 1949 року друкувався в багатьох сатиричних збірниках, в газетах і журналах.
Збірки байок, фейлетонів і гуморесок, ліричної прози:
- «Басни» (1956),
- «Дружба и служба» (1958),
- «В шутку и всерьез» (1960),
- «Леночкина пропажа», «Переполох» (1962),
- «Девичий характер» (Москва, 1963; Библиотечка «Крокодила»),
- «Не указывая пальцем» (1964),
- «Крымские веснушки» (1966),
- «Вдоль и поперек» (1969),
- «Випадок у тирі», «Загадки природы» (1970),
- «Хрустальная вода» (1976),
- «Бурьян с корнем вырывать» (1977),
- «Родные берега» (1978),
- «Кибернетический петушок» (1979),
- «У самого Чёрного моря» (Москва, 1985; Библиотечка «Крокодила»).